# Вандзінув
Вандзінув (пол. Wandzinów) — село в Польщі, у гміні Одживул Пшисуського повіту Мазовецького воєводства.
У 1975-1998 роках село належало до Радомського воєводства.